# Frinco
Frinco là một đô thị ở tỉnh Asti vùng Piedmont thuộc Ý, nằm ở vị trí cách khoảng 40 ki-lô-mét (25 dặm) về phía đông của Torino và khoảng 11 ki-lô-mét (7 dặm) về phía bắc của Asti. Vào 31 December 2004, đô thị này có dân số 752 người và diện tích là 7,3 km².
Đô thị Frinco có các frazioni (các đơn vị trực thuộc, chủ yếu là các làng) Molinasso, S. Defendente, Bricco Morravà Bricco Rampone.
Frinco giáp các đô thị: Castell'Alfero, Corsione, Tonco và Villa San Secondo.